# 胡五清
胡五清（1966年12月—），湖北孝昌人，汉族，中国共产党党员。中华人民共和国政治人物、第十三届全国人民代表大会湖北省代表。

## 生平
2018年，胡五清被选为湖北省出席第十三届全国人民代表大会代表。